# لانا زكي نسيبة
لانا زكي نسيبة هي دبلوماسية إماراتية، كانت تشغل منصب المندوب الدائم لدولة الإمارات العربية المتحدة لدى الأمم المتحدة منذ سبتمبر 2013 وحتى 13 أبريل 2024.

## حياتها
والدها هو المستشار الرئاسي والمترجم زكي نسيبة، وجدها الفلسطيني أنور نسيبة. حصلت على درجتي البكالوريوس والماجستير في التاريخ من كلية كوينز، جامعة كامبريدج، وماجستير في دراسات الشتات الإسرائيلي واليهودي من كلية الدراسات الشرقية والأفريقية، جامعة لندن. 

## حياتها المهنية
نسيبة كانت مستشارًا لليونسكو في باريس من 2000 إلى 2001 ، ومحللًا في برنامج الأمن والإرهاب التابع لمركز الخليج للأبحاث من 2004 إلى 2006. عملت كرئيسة لفريق عمل الوكالة الدولية للطاقة المتجددة قبل أن تبدأ العمل في وزارة الخارجية الإماراتية من عام 2009، أولاً كمدير لإدارة تخطيط السياسات ثم كمبعوث خاص إلى أفغانستان وباكستان.  كانت نائبة شيربا لمشاركة الإمارات في مجموعة العشرين وعضوًا في فريق العمل الوزاري بين المملكة المتحدة والإمارات العربية المتحدة. 
تم تعيين نسيبة سفيراً ومندوباً دائماً لدولة الإمارات العربية المتحدة لدى الأمم المتحدة من قبل رئيس الدولة خليفة بن زايد آل نهيان في سبتمبر 2013 ، كأول امرأة في هذا المنصب.   تم انتخابها كواحدة من نواب الرئيس للدورة الثانية والسبعين في عام 2017 ، ممثلة مجموعة آسيا والمحيط الهادئ للدول الأعضاء.
كانت سابقًا رئيسة المجلس التنفيذي لهيئة الأمم المتحدة للمرأة في عام 2017. وهي أيضًا الرئيس المشارك لأصدقاء مستقبل الأمم المتحدة. 

## الجوائز والتكريم
- جائزة رئيس مجلس الوزراء للتميز الحكومي (وسام الفخر) [3] [9]
- في 10 أبريل 2024، سلّمها مندوب فلسطين الدائم لدى الأمم المتحدة رياض منصور درع فلسطين لجهودها خلال فترة توليها منصب المندوب الدائم لدولة الإمارات العربية المتحدة لدى الأمم المتحدة منذ سبتمبر 2013 وحتى 13 أبريل 2024.[10]

## كتاباتها
- «المرأة في البرلمان والسياسة في الإمارات». المرأة والقيادة والتنمية في الشرق الأوسط.